# Лозовський Андрій Миколайович
Андрій Миколайович Лозовський (нар. 31 січня 1973, Одеса, УРСР) — український футболіст та тренер, півзахисник та захисник.

## Кар'єра гравця
Вихованець СДЮСШОР «Чорноморець» (Одеса). Розпочав футбольну кар'єру в складі одеського «Чорноморця». 3 березня 1992 року дебютував у Вищій лізі в поєдинку з запорізьким «Торпедо» (2:1). В сезоні 1994/95 років захищав кольори фарм-клубу «Чорноморця», СК «Одеси». У 1995 році виїхав до Ізраїля, де виступав у клубах «Хапоель» (Кеар-Сава), «Маккабі» (Акко), «Бейтар» (Тель-Авів) та «Хапоель» (Нацерат-Іліт). В 2001 році повернувся до одеського «Чорноморця», в якому завершив професіональну кар'єру. З 2003 по 2004 рік виступав в аматорському клубі «Реал» (Одеса), а в сезоні 2004/05 років разом з командою дебютував у Другій лізі українського чемпіонату. З 2005 по 2007 рік виступав в аматорських клубах Одеси: «Сонячна Долина», «Digital» та «Торпедо». У 2013 році зіграв 1 матч у складі одеського «Реал Фарма».

## Тренерська кар'єра
По завершенні ігрової кар'єри з 2008 року тренував дітей у СДЮСШОР «Чорноморець» (Одеса).

## Досягнення

### Клубні
- Прем'єр-ліга
  -  Бронзовий призер (2): 1993, 1994

- Перша ліга чемпіонату України
  -  Срібний призер (1): 2002

- Кубок України
  -  Володар (2): 1992, 1994